# Чемпионки мира по шахматам
Первые женские международные шахматные соревнования состоялись в конце XIX — начале XX века. Официальное звание чемпионки мира было учреждено в 1927 году по инициативе ФИДЕ, которая, в отличие от мужских чемпионатов мира, сразу стала проводить женские соревнования за мировое первенство под своей эгидой.

## История чемпионатов
В период с 1927 по 1939 год состоялось семь шахматных турниров и один матч (Менчик — Граф) на первенство мира среди женщин (см. Матчи и турниры за звание чемпионки мира по шахматам). Все эти соревнования выиграла и стала первой «титулованной особой» Вера Менчик, которая родилась и жила в Российской империи, позднее вынужденная эмигрировать в Англию. В Лондоне она и стала сильнейшей на чемпионате мира, в Лондоне и погибла — непобеждённой — в 1944 году во время налёта немецкой авиации.

### Советская эпоха
Борьба за чемпионский титул у женщин возобновилась в 1949 году, спустя 4 года после войны. На турнире за звание чемпионки мира по шахматам, проходившем в Москве с 19 декабря 1949 года по 19 января 1950 года, победу одержала советская шахматистка Людмила Руденко, ставшая второй чемпионкой в истории женских шахмат.
С той поры и до 1991 года шахматная корона оставалась в СССР. В 1953 году ею завладела Елизавета Быкова, она была чемпионкой мира до 1962 года с двухлетним перерывом (1956—1958), во время которого уступала трон Ольге Рубцовой, а затем пришёл черёд грузинских шахматисток.

### Грузинский шахматный феномен
С 1962 по 1978 год чемпионкой мира была Нона Гаприндашвили, именем которой в столице Грузии названа улица. В 1962 году Гаприндашвили обыграла Быкову со счётом 9:2. В 1964 году Гаприндашвили была удостоена звания заслуженного мастера спорта СССР, в 1976 году завоевала титул гроссмейстера.
В октябре 1978 года Гаприндашвили, спустя 16 лет нахождения на шахматном престоле, проиграла матч в грузинской Пицунде и передала корону Майе Чибурданидзе, ставшей на тот момент самой юной чемпионкой мира в истории шахмат — ей было 17 лет. В 1984 году Чибурданидзе получила звание гроссмейстера, и только в 1991 году проиграла матч на первенство мира китаянке Се Цзюнь.
Дважды выходила в финал за звание чемпионки мира по шахматам ещё одна известная грузинская шахматистка — Нана Александрия, проигравшая Ноне Гаприндашвили в 1975 году и завершившая вничью (единственный раз в истории женских шахмат) матч с Майей Чибурданидзе в 1981 году (по действующим правилам чемпионка мира Чибурданидзе сохранила своё звание). Александрия побеждала в чемпионате Грузинской ССР в 1964 году, а вскоре стала трёхкратной чемпионкой СССР в 1966, 1968 и 1969 годах, ещё через 2 года Александрия стала Заслуженным мастером СССР, в 1976 году — гроссмейстером.

### Нашествие из Китая
Се Цзюнь была шахматной королевой два срока: с 1991 по 1996 год и с 1999 по 2001. Она уступала чемпионское звание Жуже Полгар из Венгрии, а потом вернула его (впрочем, сама Полгар свой титул не защищала).
В конце 2001 года чемпионат мира среди женщин — второй по нокаут-системе — состоялся в Москве. Действующая чемпионка Се Цзюнь в турнире не участвовала. Новой чемпионкой мира тоже стала китаянка Чжу Чэнь, одолевшая россиянку Александру Костенюк в бескомпромиссном финале, где не было ни одной ничейной партии и дело дошло до тай-брейка.
Летом 2004 года — опять-таки без участия обладательницы титула — чемпионат мира был проведён в Элисте. Болгарка Антоанета Стефанова в финальном поединке победила россиянку Екатерину Ковалевскую.
Весной 2006 года чемпионкой стала китаянка Сюй Юйхуа, победившая в финале Алису Галлямову.
На чемпионате мира 2008 года чемпионкой впервые стала представительница России Александра Костенюк, которая победила в финале китаянку Хоу Ифань.
Через два года, на следующем чемпионате мира, в финале встретились две представительницы Китая. Победу праздновала младшая из них — Хоу Ифань, став в 16 лет самой молодой чемпионкой мира. В следующем году она отстояла титул в матче против представительницы Индии Хампи Конеру.
На следующем чемпионате мира по нокаут-системе в финале представительница Украины Анна Ушенина победила Антоанету Стефанову.
В мае 2018 чемпионкой мира стала Цзюй Вэньцзюнь, обыграв Тань Чжунъи со счётом 5,5 — 4,5. В ноябре 2018 Цзюй Вэньцзюнь стала первой чемпионкой мира, защитившей звание в нокауте.
28 января 2024 года в турнире в Вейк-ан-Зее, Нидерланды, впервые чемпионка мира (Цзюй Вэньцзюнь) сыграла вничью с чемпионом мира (Дин Лижэнем) в турнире с классическим контролем.

## Чемпионки мира
| №  | Портрет   | Чемпионка           | Годы жизни                               | Страна                                                                             | Годы чемпионства |
| -- | --------- | ------------------- | ---------------------------------------- | ---------------------------------------------------------------------------------- | ---------------- |
| 1  |           | Вера Менчик         | 16 февраля (1 марта) 1906 — 27 июня 1944 | Российская империя · Российская республика · РСФСР · Чехословакия · Великобритания | 1927—1944        |
| 2  |           | Людмила Руденко     | 14 (27) июля 1904 — 26 февраля 1986      | СССР                                                                               | 1950—1953        |
| 3  |           | Елизавета Быкова    | 4 (17) ноября 1913 — 8 марта 1989        | СССР                                                                               | 1953—1956        |
| 3  | 1958—1962 | Елизавета Быкова    | 4 (17) ноября 1913 — 8 марта 1989        | СССР                                                                               |                  |
| 4  |           | Ольга Рубцова       | 7 (20) августа 1909 — 13 декабря 1994    | СССР                                                                               | 1956—1958        |
| 5  |           | Нона Гаприндашвили  | род. 3 мая 1941                          | СССР                                                                               | 1962—1978        |
| 6  |           | Майя Чибурданидзе   | род. 17 января 1961                      | СССР                                                                               | 1978—1991        |
| 7  |           | Се Цзюнь            | род. 30 октября 1970                     | Китай                                                                              | 1991—1996        |
| 7  | 1999—2001 | Се Цзюнь            | род. 30 октября 1970                     | Китай                                                                              |                  |
| 8  |           | Жужа Полгар         | род. 19 апреля 1969                      | Венгрия                                                                            | 1996—1999        |
| 9  |           | Чжу Чэнь            | род. 16 марта 1976                       | Китай                                                                              | 2001—2004        |
| 10 |           | Антоанета Стефанова | род. 19 апреля 1979                      | Болгария                                                                           | 2004—2006        |
| 11 |           | Сюй Юйхуа           | род. 29 октября 1976                     | Китай                                                                              | 2006—2008        |
| 12 |           | Александра Костенюк | род. 23 апреля 1984                      | Россия                                                                             | 2008—2010        |
| 13 |           | Хоу Ифань           | род. 27 февраля 1994                     | Китай                                                                              | 2010—2012        |
| 13 | 2013—2015 | Хоу Ифань           | род. 27 февраля 1994                     | Китай                                                                              |                  |
| 13 | 2016—2017 | Хоу Ифань           | род. 27 февраля 1994                     | Китай                                                                              |                  |
| 14 |           | Анна Ушенина        | род. 30 августа 1985                     | Украина                                                                            | 2012—2013        |
| 15 |           | Мария Музычук       | род. 21 сентября 1992                    | Украина                                                                            | 2015—2016        |
| 16 |           | Тань Чжунъи         | род. 29 мая 1991                         | Китай                                                                              | 2017—2018        |
| 17 |           | Цзюй Вэньцзюнь      | род. 31 января 1991                      | Китай                                                                              | с 2018           |

## Другие факты
Сильнейшая современная шахматистка планеты (по рейтингу с середины 1990-х) Юдит Полгар участвовала в общедоступных ("open") соревнованиях, но в матчах за чемпионство среди женщин она никогда не играла, однако участвовала в элитных супертурнирах, шахматных олимпиадах за мужскую команду Венгрии, первенствах мира среди мужчин (в 1999 и 2005).